# 幻想三國誌3角色列表
臺灣電腦遊戲《幻想三國誌3》的角色列表。部分歷史角色之關係或歸屬為作品中所虛構。

## 主要角色
- 夏皓

字仲宇，偏好發明與鍛造的少年，喜愛被倚重的感覺。前世為上古神匠兄弟之弟禺昊。
- 張婕

字敏菁，張角之女。性格天真率性，卻有點小迷糊，且沒有什麼方向感。
- 默心

十常侍趙忠的養女，實父是前大將軍竇武。被趙忠訓練成沒有多餘情感的殺手。前世為銀狼族女紫嵐。
- 溫銘

字遠山，跟夏皓情同手足，性格溫和。洛陽溫家布坊的老闆。
- 馬元義

張角的大弟子，性格豪爽，對張婕非常照顧。
- 水湘靈

安息國三藏安世高的姪女，性格溫婉如水，頭腦相當聰明。
- 唐周

張梁首席弟子，喜怒不形於色，性格沉穩，思慮縝密。前世為上古神匠兄弟之兄姜昊。
- 嘯月

銀狼族人。一身傲氣、恩怨分明，心中只有紫嵐一人。
- 瞳影

梧桐樹精。性格倔強、自視甚高，對於自己的美貌有著近乎自戀的傾向。
- 蒼冥

其他登場：《5》
雪貅族人。金曜晶玉的守護者。性格自大、愛面子。
- 悠犽

靈豹族人。木曜晶玉的守護者。性格慵懶，遇到麻煩事會假裝自己是一隻貓。
- 計蒙

其他登場：《5》
性格膽小的小水蛟，視蒼冥為老大。

## 歷史角色

### 太平道
- 張角

人稱大賢良師，張婕之父。善醫道仙術，廣受人民愛載。曾經是天若宮的門下。
- 張寶

張角之弟。性格衝動，善武學。對張婕的撒嬌很沒法子。
- 張梁

張角之弟。性格沉穩，多謀略、善兵法陣形。
- 馬元義

同主要角色的馬元義。
- 唐周

同主要角色的唐周。
- 張曼成

其他登場：《2》
張角弟子。為人正直，處世一絲不苟。相當敬愛張角。後改名張祭。

### 朝廷
- 劉宏

是為漢靈帝。性格懦弱，寵信宦官。
- 何進

字遂高，原為屠夫。現任大將軍。
- 皇甫嵩

字義真。為人正直、有氣節。討厭宦官。
- 趙忠

十常侍之一，漢靈帝最為寵信的宦官之一，默心的養父。
- 左豐

貪財、腦滿腸肥的宦官。視百姓生命為無物。
- 李儒

字文優，董卓的親信。
- 曹操

其他登場：《1》、《2》、《4》、《4外傳》
字孟德，官拜都尉。對水湘靈有好感。

### 天若宮
- 龐德公

字山民，天若宮掌教。外表莊重嚴肅，給人有神聖不可侵犯的權威感。張角的師弟。
- 司馬徽

其他登場：《1》、《2》
字德操，龐德公首席弟子。器宇不凡、琴藝甚高，擅長風鑑之術。

### 其他
- 竇武

字游平，前大將軍。密謀除掉宦官失敗遭夷九族。躲過殺身之禍後隱居化名為伍平，受夏皓之父所託成為夏皓的師父。默心的實父。
- 劉備

其他登場：《1》、《2》、《4》、《4外傳》
字玄德，自稱中山靖王劉勝後代。為人謙和寬厚、侍母極孝。
- 關羽

其他登場：《1》、《2》、《4》、《4外傳》
字雲長。為人急公好義、扶危濟困。
- 張飛

其他登場：《1》、《2》、《4》、《4外傳》
字翼德。性格猛烈如火、言行粗魯。
- 蔡邕

字伯喈。溫文儒雅、博學多識。因直諫宦官而下獄，後獲特赦，回到鄉下過著半隱居的生活。

## 次要角色

### 玄機宮
- 計采遙

玄機宮宮主。氣質柔美，與生俱來的星占天賦讓她年紀輕輕便當上玄機宮宮主。前世是蚩尤之妹武羅。
- 雷卞

其他登場：《1》
玄機宮的御陽左使。為人忠誠，處世冷靜。前世為黃帝麾下大將力牧。
- 公孫靜

玄機宮的辟陰右使，人類與魔族的混血之女。

### 愛心筆三人組
- 劉大

其他登場：《1》、《2》、《4》、《4外傳》、《5》
長相神似劉備的賊徒。喜歡愛此字眼。
- 關二

其他登場：《1》、《2》、《4》、《4外傳》、《5》
長相神似關羽的賊徒。喜歡這個此字眼。
- 張三

其他登場：《1》、《2》、《4》、《4外傳》、《5》
長相神似張飛的賊徒。喜歡那個此字眼。

### 其他
- 范氏

夏皓的母親。溫柔愛哭，年紀已近中年但性格仍像少女般純真。
- 古玩仙人

好色的仙人，現居於祕邑。
- 道天

其他登場：《2》
仙人。黃巾之亂中協助黃巾軍一方。授與張角「太平清領書」。
- 雲空

其他登場：《2》
仙人。黃巾之亂中協助朝廷軍一方。協助皇甫嵩破除黃巾軍迷陣。
- 綠蘿女仙

其他登場：《2》
居於無界縫隙的女仙，記性非常不好。
- 類

長得像狸貓的生物。熾錦的弟子。
- 秦誼

字子瞱，杜若的表哥。為人機巧聰明，多謀略。神意派當主。
- 杜若

字梓雲，秦誼的表妹。性格溫婉可人，外柔內剛。
- 蹇義

宦官蹇碩的叔父。以姪子在朝廷中的地位在鄉間四處作威作福。
- 淳于商

何輕雪之夫。擅長醫術，非常疼愛妻子。
- 何輕雪

淳于商之妻。由於生於陰年陰月陰時，體質極陰易被魔物寄生。

## 七大獸族

### 日曜晶玉守護－金翅族
- 燎凰

金翅族族長。外表高貴優雅，具王者氣息。
- 熾錦

燎凰的得意助手。氣質高貴優雅。

### 月曜晶玉守護－銀狼族
- 嘯月

同主要角色的嘯月。
- 紫嵐

默心的前世。曾與嘯月有婚約約定。

### 金曜晶玉守護－雪貅族
- 蒼冥

同主要角色的蒼冥。

### 木曜晶玉守護－靈豹族
- 悠犽

同主要角色的悠犽。

### 水曜晶玉守護族
不明。水曜晶玉後落入人類漢族的神意派手中。   

### 火曜晶玉守護－血狐族
- 緋舞

血狐族族長。外表嫵媚絕美，在感情上具有強烈獨佔慾。
- 幽焰

緋舞的貼身侍衛。喜歡緋舞，為了守護緋舞可以用盡任何手段。

### 土曜晶玉守護－赤虎族
- 賁猛

赤虎族族長。性極好戰、貪婪。連趙忠都得對他低頭。